# Distretto di Ascensión
Il distretto di Ascensión è uno dei diciannove distretti della provincia di Huancavelica, in Perù. Si trova nella regione di Huancavelica e si estende su una superficie di 432.24  chilometri quadrati.